# 八郷村 (鳥取県)
八郷村（やごうそん）は、鳥取県日野郡にあった村。現在の西伯郡伯耆町の一部にあたる。

## 地理
大山西麓、別所川の流域に位置していた。

## 歴史
- 1889年（明治22年）10月1日、町村制の施行により、日野郡日吉村、吉寿村が発足[3]。
- 1912年（明治45年）1月1日、上記2村が合併し八郷村が発足[1][2]。合併村の大字を継承し清原・番原・久古・口別所・福岡・丸山・小林・大原・真野・須村の10大字を編成[2]。
- 1933年（昭和8年）八郷信用組合設立[4]
- 1939年（昭和14年）八郷郵便局開設[4]
- 1955年（昭和30年）3月31日、西伯郡大幡村、幡郷村（一部）と合併し、町制施行し岸本町を新設して廃止された[1][2]。合併後、岸本町大字清原・番原・久古・口別所・福岡・丸山・小林・大原・真野・須村となる[2]。

## 産業
- 農業

## 教育
- 1918年（大正7年）大字真野に八郷小学校開校[2]。